# The Battle (film 1911)

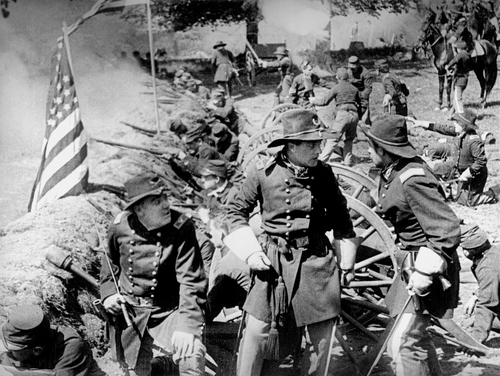

The Battle è un cortometraggio del 1911 diretto da David W. Griffith.

## Trama
Alcuni soldati dell'esercito unionista partono per la guerra in mezzo a una folla plaudente. Nordisti e sudisti si affrontano in battaglia: i confederati vincono. Uno dei soldati dell'Unione trova scampo nella fuga e si rifugia a casa della fidanzata. Ma si vergogna profondamente per la sua vigliaccheria: alla fine troverà il coraggio di riattraversare le linee per raggiungere i compagni prigionieri.

## Produzione
Prodotto dalla Biograph Company, il film venne girato a Coytesville nel New Jersey.

## Distribuzione
Il cortometraggio di 19 minuti, fu distribuito dalla General Film Company che lo fece uscire in sala il 6 novembre 1911. 
Il film è stato riedito dalla Kino Video nel 2002 in una versione digitalizzata in DVD. Nel 2008, dalla American Mutoscope & Biograph. Il film esiste in numerose copie conservate in cineteche di tutto il mondo.

### Date di uscita
- USA	6 novembre 1911
- USA	11 giugno 1915	 (riedizione)
- USA 2002 DVD
- USA 2008 DVD

Alias
- La batalla 	Venezuela